# Relaciones Argentina-Azerbaiyán
Las relaciones Argentina-Azerbaiyán son las relaciones diplomáticas y bilaterales entre la República Argentina y la República de Azerbaiyán.

## Relaciones históricas
Argentina ha tenido relaciones diplomáticas con la República de Azerbaiyán desde el 8 de noviembre de 1993, poco después del reconocimiento de la independencia de Azerbaiyán por parte de Argentina el 9 de marzo de 1992.
El 25 de noviembre de 2010 la Academia Diplomática de Azerbaiyán (ADA) y el Instituto del Servicio Diplomático de Argentina firmaron el memorándum sobre la cooperación. El 22 de septiembre de 2015 el ministro de Economía e Industria de Azerbaiyán Shahin Mustafayev y viceministro de exterior, comercio internacional y religión de Argentina Eduardo Zuain firmaron un acuerdo sobre la cooperación técnica.
En el marzo de 2019 el ministro del Exterior de la República de Azerbaiyán Elmar Mammadyarov hizo una visita oficial a Buenos Aires, en el marco de la que encontró con su homólogo argentino Jorge Faurie. En abril de 2019 el presidente de la Cámara de Diputados de la Nación de Argentina Emilio Monzó hizo una visita del trabajo en Bakú, donde se encontró con su homólogo azerbaiyano, el presidente de la Asamblea Nacional de la República de Azerbaiyán Ogtay Asadov. En el marco de su visita oficial también mantuvo un encuentro con el Presidente de la República de Azerbaiyán.

## Relaciones comerciales
| Año   | 2005    | 2006    | 2007    | 2008     | 2009     | 2010     | 2011     | 2012     | 2013    | 2014     | 2015     | 2016     | 2017     | 2018     |
| Total | 1 982,3 | 5 392,6 | 8 661,7 | 17 840,7 | 19 997,2 | 29 143,3 | 36 449,6 | 15 016,6 | 7 099,7 | 11 045,4 | 15 163,4 | 12 970,6 | 22 192,8 | 23 952,6 |